# Claudete Alves
Claudete Alves da Silva Souza (Londrina, 29 de novembro de 1957), é uma política brasileira filiada ao Partido dos Trabalhadores, foi vereadora por dois mandatos na cidade de São Paulo (de 2003 a 2008). É autora da lei 13.707/2003, que instituiu o 20 de novembro, Dia Nacional da Consciência Negra, como feriado na cidade de São Paulo.
Claudete Alves é idealizadora e proponente junto ao Ministério Público Federal da representação que requereu o ajuizamento de uma Ação Civil Pública contra o Estado Brasileiro, pleiteando indenização pelos danos causados a todos os descendentes de negros africanos escravizados no Brasil.
Claudete Alves é autora de Negros: o Brasil nos deve milhões (ISBN 978-85-366-1077-1), que tem como objetivo denunciar o Estado Brasileiro pelo crime de escravidão e pela violação dos direitos humanos, por meio da exposição de fatos e atos que demonstram a espoliação dos direitos dos negros brasileiros. A publicação também fundamenta discussões sobre a necessidade de ações reparatórias para sanar os males causados pelo processo de escravidão no Brasil.
Em sua dissertação de mestrado na Pontifícia Universidade Católica de São Paulo, Claudete Alves analisou depoimentos de 73 mulheres negras sobre os temas: matrifocalidade, relações familiares, vida amorosa, felicidade, solidão e também sobre a relação entre a etnia e a escolha do parceiro afetivo-sexual. A análise dos dados mostrou que os sujeitos consideram que existe uma situação de desvantagem da mulher negra em comparação com a mulher branca no que concerne à preferência do homem negro na escolha de parceira afetiva e conjugal. Esta situação repercute com mais intensidade nas jovens negras; independente da classe social.
Em 2005, Clodovil Hernandes foi condenado a pagar R$ 20,8 mil à vereadora Claudete Alves por danos morais por ter sido chamada de "macaca de tailleur". O apresentador teceu uma série de comentários de cunho racista em 17 de março de 2004, em seu programa exibido pela RedeTV!. Dois dias depois, em entrevista ao jornal Folha de S.Paulo, Clodovil Hernandes chamou Claudete Alves de "macaca de tailleur".

## Desempenho Eleitoral nas Eleições Municipais em São Paulo
| Ano  | Eleição                        | Partido | Candidato a | Votos  | %     | Resultado | Ref |
| ---- | ------------------------------ | ------- | ----------- | ------ | ----- | --------- | --- |
| 2012 | Eleição Municipal de São Paulo | PT      | Vereadora   | 19.839 | 0,35% | Suplente  |     |
| 2008 | Eleição Municipal de São Paulo | PT      | Vereadora   | 22.223 | 0,37% | Suplente  |     |
| 2004 | Eleição Municipal de São Paulo | PT      | Vereadora   | 46.104 | 0,77% | Eleita    |     |